# Slaňovací brzda
Slaňovací brzda je technický prostředek pro řízený sestup osob po textilním laně (případně pro jejich spouštění z výšky). Slaňovací brzdy jsou různé konstrukce (viz níže) a u všech se přeměna polohové energie sestupujícího mění třením v tepelnou energii, kterou částečně pohlcuje lano a zbytek tepla prostřednictvím slaňovací brzdy je odváděn do okolního prostředí (ve většině případů do okolního vzduchu).

## Rozdělení slaňovacích brzd

### brzdy jednoduché
V případě uvolnění tzv. volného konce lana za slaňovací brzdou rukou obsluhující osoby, dochází k neřízenému sestupu, který se blíží volnému pádu. Obsluha brzdy proto vyžaduje soustředění a znalost její obsluhy. Riziko lze prakticky zcela eliminovat použitím samojisticího prusíku nebo asistencí další osoby u spodního konce lana.
Mezi tyto brzdy patří hlavně slaňovací osma, slaňovací kladky - „Bobbiny“, válečkové brzdy - „Rappel Racky“, hřebenové brzdy „Gold Taily“, případně další.

### brzdy se samoblokujícím efektem
Odstraňují hlavní riziko jednoduchých slaňovacích brzd. Pokud obsluha uvolní ovládací prvek (rukojeť brzdy), dojde k zastavení sestupu - sestupující se nezřítí. Je zde však riziko tzv. opičího reflexu, kdy v panice sestupující sevře rukojeť brzdy, čímž svůj sestup přestane řídit.
Mezi tyto brzdy patří STOP Petzl, SPELEO Kong, AUTOBLOKANT Stibrányi a další.

### brzdy bezpečnostní
Patří k nejbezpečnějším prostředkům pro sestup na textilním laně. Odstraňují rizika jednoduchých slaňovacích brzd, ale i riziko „opičího reflexu“ - dojde-li při sestupu k uvolnění ovládací rukojeti - brzda se zastaví. Zpanikaří-li sestupující osoba a zmáčkne ovládací páku naplno, brzda opět sestup zastaví.
Do této skupiny slaňovacích brzd patří D1B SRTE, I´D Petzl, INDY Kong, DOUBLE STOP Anthron a další.

### Evakuační slaňovací přístroje
Slouží k evakuaci osob, kdy brzda je ovládána obsluhou.
Do této skupiny patří např. přístroj Rollgliss R300 nebo ORTIS Kong.